# 下元街道
下元街道，是中华人民共和国山西省太原市万柏林区下辖的一个乡镇级行政单位。

## 行政区划
下元街道下辖以下地区：
大众街社区、气化街社区、众纺路社区、纺织苑东社区、纺织苑西社区、南内环西街社区、迎泽桥西社区、鸿苑社区、大王社区和后王社区。